# Жабайытобе
Жабайытобе (каз. Жабайытөбе, до 2002 г. — Будённое) — село в Келесском районе Туркестанской области Казахстана. Входит в состав Биртилекского сельского округа. Код КАТО — 515447380.

## Население
В 1999 году население села составляло 702 человека (368 мужчин и 334 женщины). По данным переписи 2009 года, в селе проживал 571 человек (290 мужчин и 281 женщина).